# Xăm

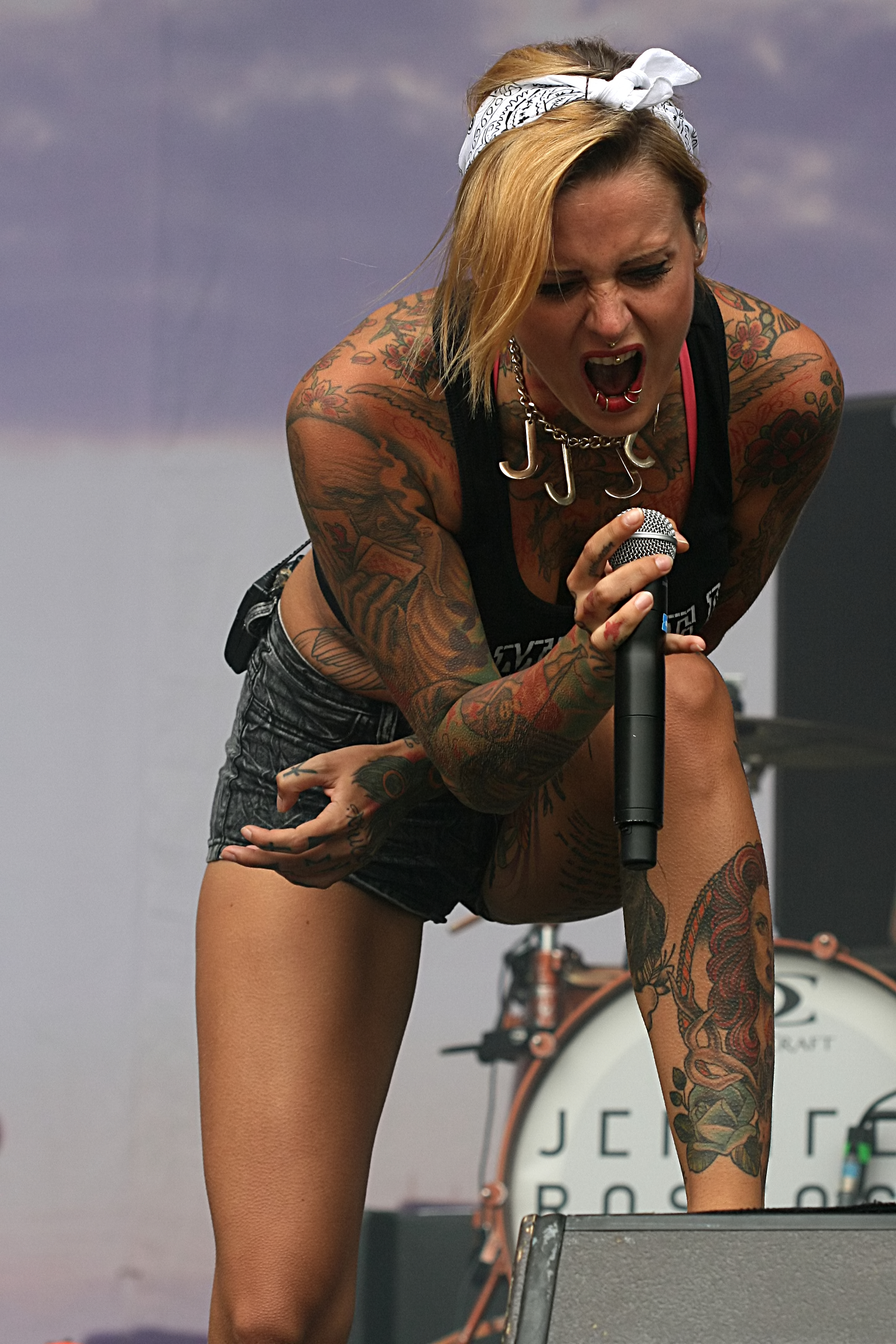
Một ca sĩ nhạc Rock với đầy hình xăm

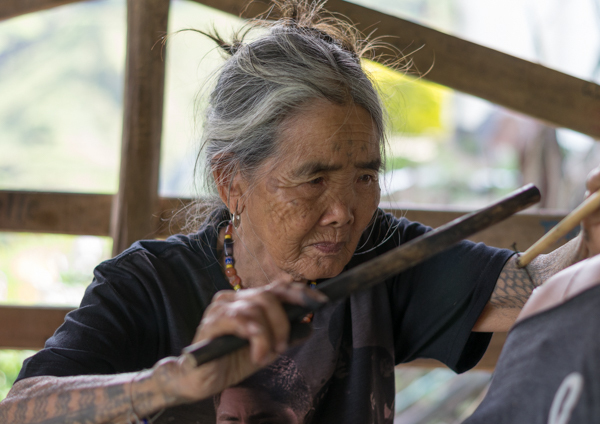
Một cụ bà dân tộc Ifugao, Philippines với hình xăm trên cánh tay

Xăm là một hình thức ghi dấu bằng mực, từ đó làm thay đổi sắc tố da, vì nhu cầu thẩm mỹ, tạo ấn tượng hoặc những mục đích khác. Xăm ở người là một loại hình nghệ thuật cơ thể trong khi xăm ở động vật thường để nhận biết và đánh dấu là vật sở hữu. Nghệ thuật xăm xuất hiện rộng rãi trên toàn thế giới: người Ainu ở Nhật Bản, người Berber ở Bắc Phi, người Maori ở New Zealand, những bộ lạc ở vùng đào Thái Bình Dương, Châu Mỹ, Châu Âu, Philippin, Campuchia. Bất chấp những điều cấm kỵ xung quanh việc xăm mình, nghệ thuật này vẫn trở thành một phần phổ biến trên thế giới. Hình xăm xuất hiện nhiều trong nghệ thuật, bên trên là bức vẽ quảng bá cho một bài hát được thiết kế và minh họa bởi nhà minh họa người Nhật Anh Konge.

## Lịch sử
Xăm mình xuất hiện từ thời Đồ Đá mới. Rất nhiều những xác ướp được tìm thấy từ thiên niên kỷ thứ 5 trước Công Nguyên ở Ai Cập hay Siberia. Một số những xác ướp nổi tiếng có hình xăm như Ötzi the Iceman, xác ướp của Amunet. Vùng Viễn Đông của châu Á cũng có một lịch sử riêng về nghệ thuật này. Chính nền văn hóa truyền thống của Nhật Bản, irezumi đã cung cấp một số lượng lớn các họa tiết dùng cho các hình xăm có độ tương phản hoàn hảo giữa màu sắc và ánh sáng. Tuy nhiên, các dấu vết để lại trên những pho tượng nhỏ bằng đất nung được tìm thấy tại Nhật Bản cho thấy những hình xăm trên khuôn mặt của tượng đã được khắc hoặc vẽ từ 5.000 năm trước Công nguyên. Những hình xăm đặc biệt này mang một ý nghĩa tôn giáo hoặc huyền bí. 
Tại Trung Quốc, người ta cũng khai quật được những bằng chứng đầu tiên về hiện tượng xăm hình lên cơ thể từ một triều đại của Trung Hoa vào khoảng năm 297 sau Công nguyên. Vào năm 1769, các thủy thủ của thuyền trưởng James Cook và sau đó là thủy thủ của bá tước người Pháp Bougainville đã bị mê hoặc bởi nghệ thuật Tatau lạ mắt - vẽ trên cơ thể - của thổ dân các quần đảo nam Thái Bình Dương nơi họ đi qua. Và chính từ Tatau đó là xuất xứ của từ tattoo (tiếng Anh) và tatouage (tiếng Pháp) có nghĩa là xăm mình. Xăm trở nên phổ biến trong cộng đồng những người thủy thủ, sau đó đã lan rộng khắp châu Âu.

## Mục đích

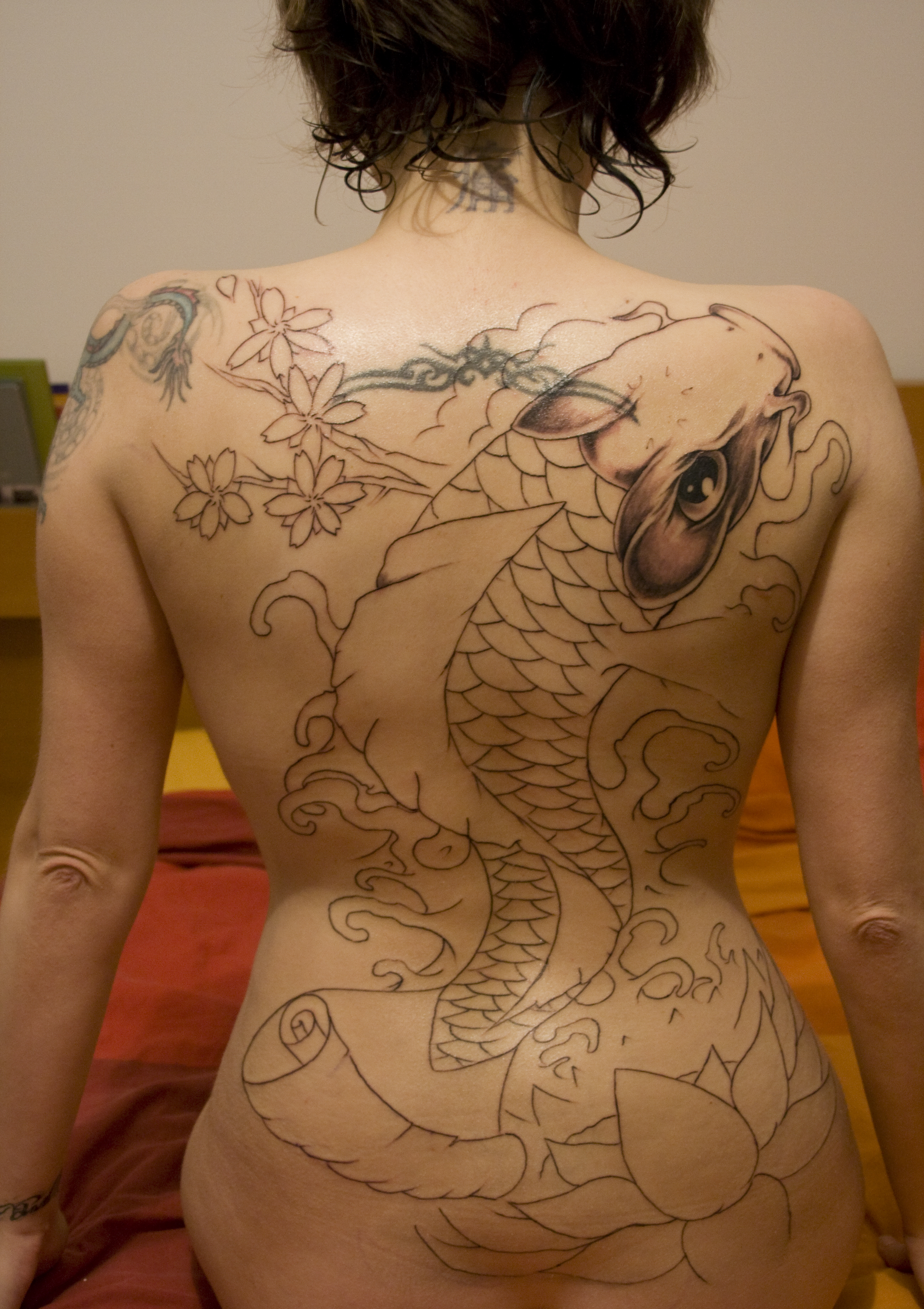
Xăm cá chép

### Thẩm mỹ, tôn giáo
Tục xăm mình đã phát triển để thực sự trở thành một thứ văn hóa cộng đồng như xăm vật tổ để nhận biết những người cùng trong một bộ lạc, cách đánh dấu này phổ biến ở rất nhiều dân tộc ít người. Một số bộ tộc trên thế giới đánh dấu sự trưởng thành của mỗi thiếu niên bằng nghi lễ xăm mình sau chuyến đi săn thành công đầu tiên. Tại Papua New Guinea, phụ nữ Maisin được xăm trong nghi lễ dậy thì, ai chưa xăm được coi là không có thần sắc và chưa sẵn sàng kết hôn. Ngày nay, phụ nữ xăm để thẩm mỹ, làm đẹp như: xăm lông mày, xăm môi, xăm mắt... Giới trẻ xăm mình như một xu hướng khẳng định cá tính.
Những hình xăm cũng để phục vụ cho những nghi lễ chuyển giao, là dấu hiệu của địa vị và đẳng cấp, là biểu tượng của niềm tin tâm linh, sùng bái tôn giáo, lòng mộ đạo, là sự trang hoàng cho lòng dũng cảm, những hấp dẫn giới tính, là dấu hiệu của phồn thực, vật đảm bảo cho tình yêu, là bùa hộ mệnh, là dấu hiệu của tù nhân và nô lệ...

### Phô trương
Xăm mình cho phép khẳng định địa vị xã hội. Vào thế kỷ 19, giới quý tộc Anh và bậc vua chúa như Nga hoàng Nicolas II, các nhà vua Thụy Điển và Đan Mạch đã sang Nhật để xăm hình những con rồng. Nhưng ngược lại, tại Nhật, dân xăm mình lại là những thành phần thấp kém trong xã hội lúc đó như lính cứu hỏa, người giữ ngựa. Ngày nay, chỉ còn lại những gangster Nhật - những yakuza - là còn giữ truyền thống xăm mình.
Ngoài ra, tục xăm mình cũng rất phổ biến và tồn tại lâu đời ở Việt Nam, đặc biệt vào thời nhà Trần khi những hình xăm dùng để thể hiện văn hoá chiến binh cùng tinh thần dân tộc.

### Đánh dấu
Các triều đại phong kiến châu Á từng xử tội nạn nhân bằng xăm mình. Nước Trung Hoa thời phong kiến từng xem việc xăm mình là một biểu hiện của sự dã man. Nhiều triều đại vua chúa đã dùng hình thức này để trừng phạt những kẻ phạm tội. Đến sau thế kỷ thứ 6, việc xăm mình còn được dùng để đánh dấu nhằm giúp nhận dạng nhanh hơn các tội phạm và những tù nhân bị lưu đày. Các phạm nhân tội nặng khi đó, thay vì bị xẻo tai hay bị chặt một bàn tay như trước kia, sẽ bị đánh dấu bằng cách xăm chữ lên mặt cho biết nơi họ đã phạm tội. Họ sẽ bị tách khỏi gia đình, cộng đồng và không còn vị trí xã hội.
Tại Nhật Bản, việc trừng phạt phạm nhân bằng hình thức xăm mình đã có vào năm 720 sau Công nguyên. Khi đó, Nhật Hoàng đã giảm tội chết cho một thủ lĩnh nổi loạn xuống thành hình phạt xăm mình. Đến thế kỷ 17, việc xăm mình trị tội được thay thế bằng những hình phạt khác và nhà nước phong kiến đã cố gắng dẹp bỏ nó.

## Người Việt cổ
Sách Lĩnh Nam chích quái (phần Hồng Bàng thị truyện) viết như sau: Bấy giờ, dân trên núi xuống nước đánh bắt cá thường bị thuồng luồng gây thương tổn, bèn cùng nhau tâu việc ấy với Vua. Vua nói: Các giống ở trên núi khác với các loài ở dưới nước. Các loài ở dưới nước chỉ ưa những gì giống với mình và ghét những gì khác mình, vì vậy, ta mới bị gây hại. Nói rồi, Vua bèn ra lệnh cho ai nấy cũng phải lấy màu xăm hình thủy quái vào người. Từ đó, không bị thuồng luồng gây thương tích nữa. Tục vẽ mình của dân Bách Việt bắt đầu có kể từ đấy.
Đặc biệt thời Trần, những thành viên thuộc đội quân Thánh Dực bảo vệ xa giá sẽ được xăm lên trán ba chữ Thiên Tử Quân (Quân đội Thiên Tử). Nghệ thuật này còn được thấy rõ rệt dưới triều đại này với việc xăm hai chữ Sát Thát (Giết giặc Tarta) trong thời kỳ kháng chiến chống Nguyên Mông, thể hiện sự quyết tâm đồng lòng chiến đấu, bảo vệ giang sơn của cha ông ta. Thường những người xăm trổ thời ấy đều là những chiến binh dũng cảm và can trường, họ xăm trổ để thể hiện sức chịu đựng và chí hướng của mình. Nhiều người dân cũng thường cũng xăm lên bụng những chữ Nghĩa dĩ quyên khu, hình vu báo quốc thể hiện tinh thần thượng võ.

## Phương pháp

### Cổ điển

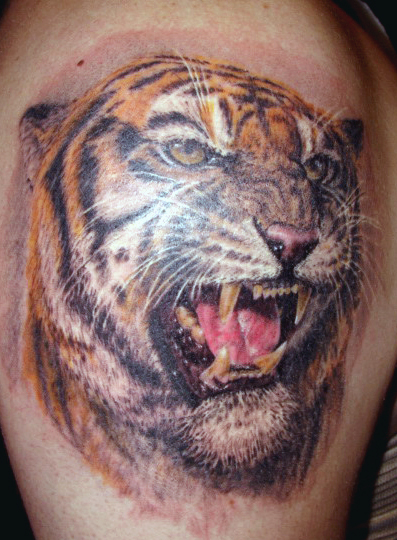
Xăm hình đầu cọp

Một số bộ lạc có tập tục tạo ra những hình xăm bằng việc vẽ lên da, mực xăm được làm từ bồ hóng hoặc than củi nghiền vụn, có thể bỏ vào xương động vật nghiền nát. Để tạo đường nét, nghệ sĩ gắn các mẩu tre hoặc kim khâu vào một cái que. Sau khi nhúng chúng vào sắc tố, họ dùng vồ đóng nhẹ chúng vào da. Ở Ấn Độ và một số nước Nam Á, Trung Đông phổ biến tục xăm mình Mehndi với mực xăm đều được chiết xuất từ các bộ phận trên cây lá móng. Các gam màu khác nhau được chiết xuất từ các bộ phận khác nhau trên cây lá móng: lá, hoa hoặc cành. Lá, hoa hoặc cành lá móng được nghiền nhỏ thành bột sau đó trộn với nước nóng. Để có các gam màu khác, người ta đem pha trộn hợp chất này với bột một số lá cây khác, chẳng hạn lá chàm, lá chè xanh, bột cà phê, lá me, chanh, đường, thi thoảng có pha thêm một số loại dầu khác để tăng độ bền và bóng của màu.

### Hiện đại
Năm 1891, nghệ thuật xăm đã sang trang mới khi Samuel O'Reilly ở thành phố New York sáng chế ra chiếc "máy khắc da chạy bằng điện" đầu tiên. Đây chính là cha đẻ của chiếc máy xăm vẫn sử dụng cho đến ngày nay.